# 达尼埃·孔泰
达尼埃·孔泰（法語：Daniel Contet，1943年11月3日—2018年10月23日），法国职业网球运动员。他在1961年至1969年间曾多次参加戴维斯杯。